# Herbert Binder (Paläontologe)
Herbert Binder (* 29. Juni 1947 in Wien) ist ein österreichischer Paläontologe. 
Er studierte an der Universität Wien und erforschte unter anderem Evertebrata des Jungtertiärs und des Quartärs.

## Veröffentlichungen
- mit Friedrich Steininger: Drei fossile Ophiuren aus dem Jungtertiär von Österreich. In: Annalen des Naturhistorischen Museums in Wien 71, 1967, S. 19–26 (zobodat.at [PDF; 1,6 MB]).
- mit Friedrich Bachmayer: Fossile Perlen aus dem Wiener Becken. In: Annalen des Naturhistorischen Museums in Wien 71, 1967, S. 1–12 (zobodat.at [PDF; 6,1 MB]).
- Fossile Schneckeneier aus dem niederösterreichischen Löß. In: Annalen des Naturhistorischen Museums in Wien 76, 1972, S. 37–39 (zobodat.at [PDF; 1,6 MB]).
- Terrestrial, freshwater and brachyhalin Gastropoda from the Lower Miocene deposits of Oberdorf (Steiermark, Österreich). In: Annalen des Naturhistorischen Museums in Wien 105A, 2004, S. 189–229 (zobodat.at [PDF; 4,4 MB]).
- mit Mathias Harzhauser, Thomas Neubauer, Martin Gross: The early Middle Miocene mollusc fauna of Lake Rein (Eastern Alps, Austria). In: Berichte der Geologischen Bundesanstalt 94, 2012, S. 12 (zobodat.at [PDF; 321 kB]).